# Mal'ta

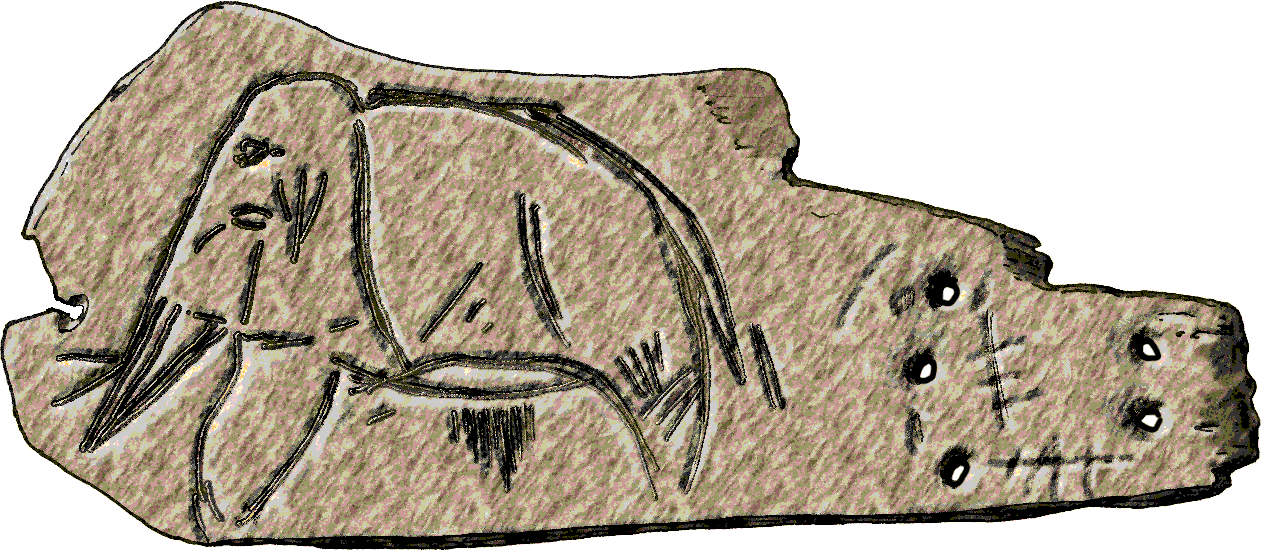
Plaqueta com gravura de mamute, proveniente de Mal'ta, Museu do Hermitage, São Petersburgo.

Malta  ou Mal'ta (transliteração do russo Мальта) é o nome de um sítio arqueológico do Paleolítico Superior, situado nas beiras do rio Belaya, afluente do Angara. É distante cerca de 100 km do lago Baikal e por volta de 80 km de Irkutsk, na Sibéria central, Rússia.

## História arqueológica
O sítio foi descoberto em 1928, e desde então escavado em campanhas posteriores. Ocupa cerca de 8.000 m².

## Aspectos geológicos e de ambiente
O sítio está localizado sobre um terraço do rio Belaya, formada por depósitos basicamente de loess e lodos, em grande quantidade.
A fauna associada apresenta nos estratos mais antigos animais hoje extintos, como o rinoceronte-lanudo e o leão-das-cavernas. O mamute mantém-se.

## Descobertas
As sucessivas escavações encontraram uma indústria lítica e óssea ou ebúrnea variada, que é, grosso modo, comparável com a do Paleolítico Superior europeu ocidental. Encontrou-se também material de ornamentação diverso e abundante, a maior parte de marfim e osso: alfinetes, prendedores de pêlo, diademas, anéis, placas, etc.
As descobertas mais notáveis foram os "edifícios" achados, que correspondem a três tipos: a) cabanas circulares de perto de 4 m de diâmetro; b) moradias retangulares de uns 12 m²; e duas grandes estruturas, também retangulares, uma de mais de 80 m². Nelas utilizaram-se varas de madeira, ossamentas e peles para paredes e cobertas, e pedras como elemento de sujeição principal.
Nas cabanas e nas moradias encontraram-se depósitos diferentes, que sugestionam uma separação entre "masculino" e "feminino" dos materiais: nos depósitos masculinos apareceram associadas armas de caça com estatuetas de pássaros; enquanto nas zonas femininas, apareceram estatuetas femininas, quase todas de marfim, de 31 a 136 mm de alto, com instrumentos como raspadores, agulhas, furadores, colares, etc.

## Cronologia
A medição por carbono 14 subministrou a data de 12800 a.C., o que junto às características da indústria, fazem a Mal'ta coetâneo do Magdaleniano europeu ocidental. Tal data é considerada baixa demais segundo alguns autores.